# Bernhard Hergarden
Bernhard Emil Hergarden (* 7. Juni 1880 in Geldern; † 1966 in Bad Neuenahr) war ein deutscher Maler, Zeichner und Grafiker der Düsseldorfer Schule.

## Leben
Bernhard Hergarden studierte nach einer Lehre ab 1903/1904 an der Kunstakademie Düsseldorf Malerei. Seine Lehrer waren unter anderem Peter Janssen der Ältere, Willy Spatz, Ludwig Keller, Adolf Münzer und Eduard von Gebhardt. 1912 wurde er Meisterschüler von Münzer. Hergarden malte Menschen und Landschaften, religiöse Motive, Tiere und Stillleben. Ab 1913 nahm er an Ausstellungen teil.
Am 1. März 1915 wurde er als Soldat zum Ersten Weltkrieg eingezogen, am 4. Juni 1915 verwundet. Er kam in eine Verwundetenkompanie nach Emmerich, wo er noch während des Krieges Gelegenheit hatte, seine Malerei auszustellen. Nach dem Krieg bezog er ein Atelier über den Dächern von Düsseldorf. Er wurde Mitglied des Künstlervereins Malkasten.
1937 wurden in der NS-Aktion „Entartete Kunst“ aus den Kunstsammlungen der Stadt Düsseldorf Hergardens Bild Mutter mit Kind (Öl auf Leinwand, 85 × 95 cm) beschlagnahmt und vernichtet. Er blieb aber Mitglied der Reichskammer der bildenden Künste und konnte unter anderem 1941 und 1943 an der Großen Deutschen Kunstausstellung in München mit zwei Tafelbildern teilnehmen, die der Kunst im Nationalsozialismus entsprachen.
Hergarden war ab 1920 mit Ilse Domen verheiratet, die er seit Längerem kannte. Das Paar bekam Kinder.

## Werke (Auswahl)
- Mutterglück (Mischtechnik, um 1940/1941)[3]
- Schafstall vom Niederrhein (Öl, um 1942/1943)[4]

## Schrift
- Erkämpftes, erlittenes, geliebtes Leben. Aufzeichnungen eines 85-Jährigen. Herausgegeben von Ilse Hergarden, Selbstverlag, Düsseldorf 1967.